# 泰姆华斯猪
泰姆华斯猪是起源于英国的一个家猪品种。它是最古老的猪种之一，但更早的一些猪种多因为不适应现代养殖手段而被淘汰。目前，泰姆华斯猪在美国被列为受威脅物種。在英国，泰姆华斯母猪的注册数低于300头，被珍稀动物保护机构列入易危物種。这种动物外表为红色并被认为是野猪的后代。现在在英国、澳大利亚、美国、新西兰和加拿大都有基础种群。

## 外观
这个品种的头部细长且体躯较窄。耳朵直立，颜色从淡黄色到深红色都有。这一品种历史早期，颜色为红色和黑色，但后来黑色被逐渐淘汰。毛发的密度可以保护猪免受阳光的紫外线侵害。
泰姆华斯猪通常被认为是中型的猪品种，公猪可以完全生长到250-370公斤，而成年母猪在200-300公斤之间。成年猪的长度在1.0-1.4米之间，通常约50-65厘米高。卷曲的成年猪尾巴约24-30厘米长。这一品种的主要特征是，颈部和脚较长，两侧较深，背部窄。臀部为肌肉型并较为结实。该品种的肢蹄和骨骼结构较好。同窝仔数略低于商品猪种。纯种猪不能接受的特征包括：卷毛、粗鬃、鼻子向上以及外表上的黑斑。

## 行为
泰姆华斯猪最显著的特征之一是对恶劣气候的耐受性。因此这一品种可以在冬季天气恶劣的苏格兰和加拿大等地生活，并抵御低温和狂风。这一品种不仅耐粗，还适合于森林放牧。泰姆华斯猪可以像牛一样放牧，并能够找到牛在开放草原上所遗留的牧草。这一品种可够快速从森林或草原的地底找到食物。这一品种可以采用放牧式的养殖方式。母猪有较好的母性并可以哺育所有的同窝仔猪，产仔数通常在6至10头。

## 历史
泰姆华斯猪起源于爱尔兰，被称为“爱尔兰食肉猪”（Irish Grazer）。1809年，罗伯特·皮尔在爱尔兰发现了这一品种并于1812年引进了一些到他位于斯塔福德郡泰姆华斯的Drayton Manor Estate。这一品种在斯塔福德郡、華威、莱斯特以及北安普顿得到了改进。在罗伯特·皮尔的工作这后，这一品种得到确立。
1865年，泰姆华斯猪得到英国的品种认定并于1885年列入书籍。1882年，美国伊利诺伊州羅斯維爾的Thomas Bennett将泰姆华斯猪进口到美国。很快，泰姆华斯猪传播到了加拿大。在英国、美国和加拿大都有泰姆华斯猪的品种委员会活跃着。但是，它们仍被视为稀有品种。1913年到20世纪中叶，这一品种在加拿大达到顶峰，达到了猪群存栏的10％。1900年代中期，这一品种在澳大利亚达到顶峰，约1000头 现在，这五个国家都保持的泰姆华斯猪都处于一个较低的水平。

## 基因和保种
由于这一品种拥有与多数现代商品猪种不同的一些基因，常被用于杂交。目前已经知道的群体数量为：美国 (1000)、英国 (340)、加拿大 (254)、澳大利亚 (55)以及新西兰 (20)。